# Númenóreanos negros

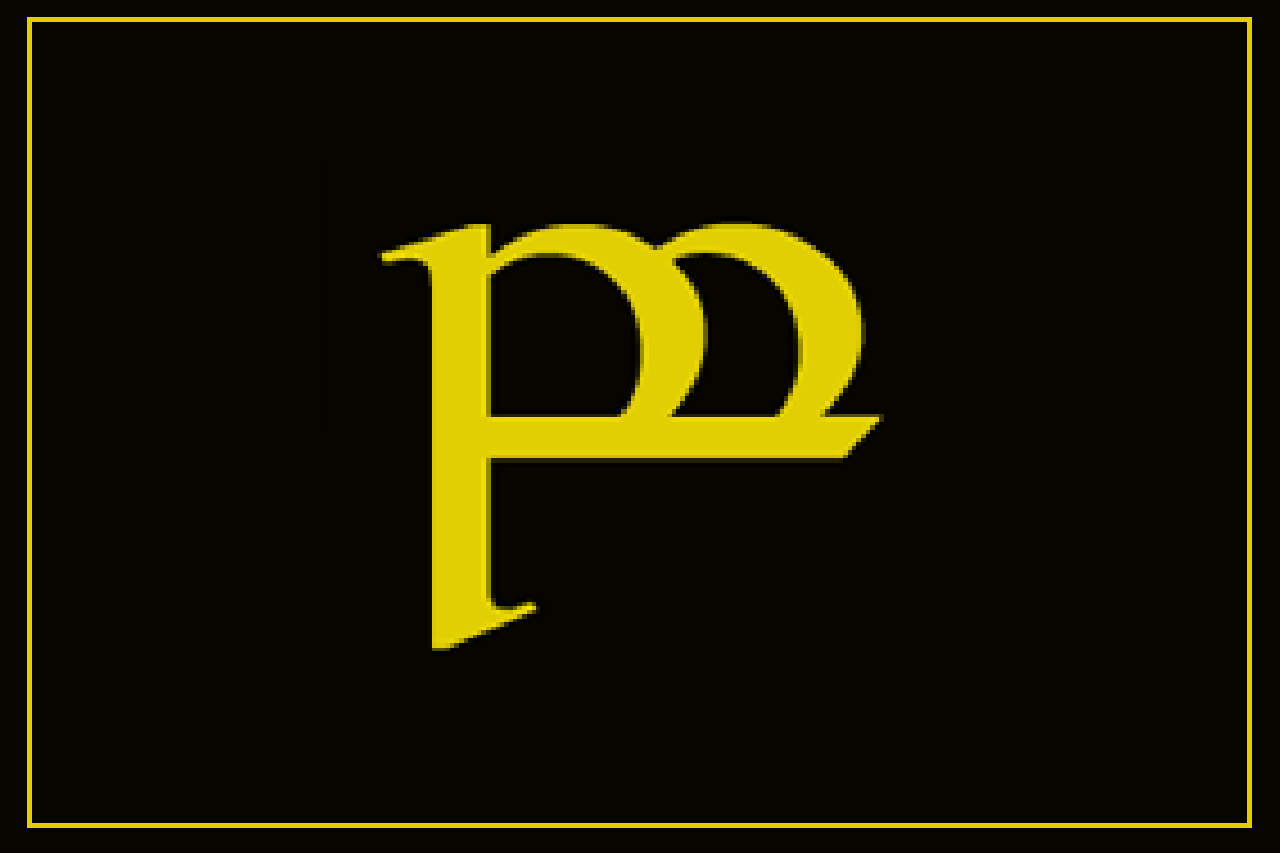
La bandera de los númenóreanos reales (Reyes) y más tarde de los númenóreanos negros después de la caída de Númenor.

Los numenoreanos negros (en el original inglés, black númenóreans) son una raza ficticia del legendarium del escritor J. R. R. Tolkien. Son aquellos dúnedain de Númenor que durante la Segunda Edad emigraron hacia la Tierra Media, especialmente a Umbar. En general estos hombres pertenecían a la facción numenoreana conocida como los «Hombres del Rey», enfrentada con la facción de los Elendili o «Fieles», en las luchas civiles que asolaron la isla.

## Historia

### Ascensión de losHombres del Rey
En el año 3255 S. E., Ar-Pharazôn, el monarca número 25 de Númenor, navegó a la Tierra Media para desafiar a Sauron, a quien los numenoreanos conocían como Zigûr, había afirmado ser el Rey de los Hombres y el señor de la Tierra Media. Ar-Pharazôn atracó en Umbar, pero Sauron al ver el poder de Númenor, se rindió sin luchar.
Sauron fue llevado a Númenor como prisionero, pero pronto sedujo al rey y muchos otros numenoreanos prometiéndoles la vida eterna si adoraban a Melkor. Con Sauron como su asesor, Ar-Pharazôn tenía un templo de 500 pies (150 m) de altura erigido en Armenelos, la capital. En este templo se hacía adoración a los Valar en la antigüedad, pero bajo la persuasión de Sauron, se ofrecieron sacrificios humanos a Melkor (los seleccionados para ser sacrificados eran parte de los Fieles).
Durante este tiempo, el Árbol Blanco de Númenor, Nimloth, que estaba frente a la Casa del Rey en Armenelos y cuyo destino se decía que estaba atado a la línea de los reyes, fue cortado y quemado como un sacrificio a Melkor bajo el mandato de Sauron. Isildur, heroicamente y con gran riesgo personal, rescató un fruto del árbol que se convirtió en el Árbol Blanco de Gondor en el futuro, preservando la antigua línea de árboles.
Ar-Pharazôn, bajo el consejo de Sauron, construyó una gran armada y zarpó hacia el Oeste para hacer la guerra a los Valar, con la intención de apoderarse de Valinor, y así lograr la inmortalidad. Sauron se quedó en Númenor. Esta fuerza fue citada por Tolkien como la "mayor fuerza jamás reunida en Arda".

### Hundimiento de Númenor
En el año 3319 S. E., Ar-Pharazôn atracó en las orillas de Aman. Como los Valar tenían prohibido actuar directamente contra los Hombres, Manwë, rey de los Valar, invocó a Eru Ilúvatar para que interviniera. La intervención directa de Eru dio como resultado un cataclismo de grandes magnitudes donde la tierra se abrió en dos, tragándose a todos los hombres y la flota que habían desembarcado en Aman. En cambio Númenor, se hundió bajo el océano. Toda la población de la isla, con una notable excepción, se ahogó. Muchos numenoreanos estaban en la isla, pero la mayoría de ellos estaban con Ar-Pharazôn y su armada, y también se encontraron con su destino en el Cambio del Mundo: la Tierra hasta entonces plana se transformó en un globo terráqueo, y las Tierras Inmmortales se ocultaron de la Arda para siempre.
Muchos de los Hombres del Rey lograron huir del hundimiento de Númenor en 3320 S. E., desembarcando en Umbar. Los numenoreanos cayeron bajo la sombra de Sauron por lo que la característica de «negro» en el nombre de numenoreano destaca la maldad producto del orgullo que tenían estos hombres y que más tarde terminó arrastrándolos a la servidumbre y esclavitud en la que los sumergió Sauron para sus oscuros fines. 
Tras la derrota de Sauron en la Guerra de la Última Alianza entre Elfos y Hombres, los numenoreanos negros construyeron un estado soberano que dominó todo el territorio conocido como el Cercano Harad y se enfrentó a Gondor durante muchos siglos de la Tercera Edad, hasta que finalmente fueron derrotados por el rey Hyarmendacil I en el 1050 T. E. A partir de ese momento los numenoreanos negros desaparecen de los anales de la historia del Reino del Sur
Uno de los numenoreanos negros, según lo que nos relata Tolkien, es el heraldo de Sauron que aparece en El retorno del Rey, llamado la «Boca de Sauron».
Para los numenoreanos negros el árbol oiolairë (‘verano eterno’ en quenya), una de las especies de Nísimaldar, era sagrado. Una de sus costumbres era la de bendecir los barcos para que tuvieran un buen viaje, y para ello cortaban una rama de oiolairë y la ponían en el barco como ofrenda a Ossë, el maia que controla los mares.